# Guillermo McGill
Guillermo McGill (n. Montevideo, 1965) es un percusionista y baterista uruguayo de jazz. Actividad que compagina con la de maestro de batería de jazz en el centro Musikene de San Sebastián. Está afincado en España desde los doce años de edad.

## Historial
Comenzó tocando con la banda del Taller de Musics de Barcelona, cuando aún era un adolescente, época en la que obtuvo tres veces seguidas el primer premio en el Concurso Nacional de Jazz para Jóvenes Intérpretes. Ha tocado con músicos de jazz internacionales, entre los que destacan Kenny Wheeler, Tete Montoliu, Wallace Roney, Wynton Marsalis, Barry Harris, John Abercrombie, David Binney, Gonzalo Rubalcaba, Paolo Fresu, Dave Liebman, Perico Sambeat, Joe Pass, Marc Johnson y muchos otros. 
Su mayor proyección, sin embargo, la ha conseguido en grupos o con artistas de fusión flamenca, especialmente tras su colaboración como miembro del grupo del pianista gaditano Chano Domínguez, con el que ha grabado varios discos. Ya en 1986, cuando se traslada a Madrid, comienza a tocar con la Compañía de Baile Flamenco de Manuela Vargas, También ha colaborado como percusionista, con cantaores de flamenco, como Enrique Morente, Esperanza Fernández, o Ana Salazar, a la que produjo un disco en 2003, y con músicos de fusión flamenca como Juan Manuel Cañizares, Carles Benavent o Jorge Pardo.
Como líder, ha publicado siete álbumes: Los sueños y el tiempo (1999), Cielo(2002), Oración (2005), Tan cerca (2008) y "The Art of Respect" (2013) junto a Dave Liebman, John Abercrombie y George Mraz, “Es hora de caminar” (2016) junto a Javier Colina, Marco Mezquida, Juan Diego Mateos y Perico Sambeat, y “La Danza de un Ángel” (2024).
Guillermo McGill compagina sus giras internacionales con múltiples colaboraciones con el movimiento asociativo jazzístico andaluz.
Además, Guillermo realiza una intensa labor activista de manera altruista en la lucha por los derechos laborales de la profesión de músico que le ha llevado a presidir la Asociación de Músicos Profesionales de Andalucía (conocida como Sindicato de Músicos de Andalucía dado su carácter sindical) y ser secretario de la Unión de Músicos Profesionales (entidad de carácter nacional con gran actividad en relación con el nuevo estatuto del artista y la representación de los intereses de las personas dedicadas profesionalmente a la música).